# Cyathea surinamensis
Cyathea surinamensis är en ormbunkeart som först beskrevs av Friedrich Anton Wilhelm Miquel, och fick sitt nu gällande namn av Karel Domin. Cyathea surinamensis ingår i släktet Cyathea och familjen Cyatheaceae. Inga underarter finns listade.